# Canto di lavoro
Il canto di lavoro è un brano musicale strettamente connesso a una specifica forma di lavoro spesso cantato durante lo svolgimento di una mansione, spesso per mantenere tempo e coordinazione; oppure una canzone legata a una mansione o a un mestiere, che può essere un racconto o una descrizione correlata, o ancora una canzone di protesta.

## Definizione e categorie
Testimonianze di canti di lavoro sono più o meno antiche come i documenti storici, e l'evidenza antropologica suggerisce che ogni società tende ad avere un proprio repertorio. Molti studiosi moderni, specializzati in questo ambito, hanno incluso nel termine sia le canzoni cantate durante il lavoro sia quelle che lo riguardano, poiché le due categorie sono considerate interconnesse. Norm Cohen divideva le canzoni che aveva raccolto in: agricole o pastorali, canti marinareschi, canti di lavoro degli afroamericani, canzoni e canti di direzione e street cries. Ted Gioia successivamente divise le canzoni agricole e pastorali in quelle da caccia, coltivazione e di pastorizia, e mise in rilievo le canzoni industriali e preindustriali dei lavoratori tessili, operai, marinai, taglialegna, cowboys e minatori. Ha aggiunto inoltre le canzoni cantate dai prigionieri e i canti di lavoro moderni.
I "worksongs" erano una musica che, essendo fatta da e per gli interessati soltanto, rimase sempre relativamente in ombra, più degli "spirituals" comunque, e certo più del blues. In quei canti di lavoro la voce assunse un'importanza che in nessun'altra forma musicale nera aveva avuto fino ad allora: e così, come l'inimitabile (e per un europeo, sostanzialmente incomprensibile) variazione dei ritmi percussivi in Africa, aveva per secoli costituito un mezzo per trasmettere notizie (ma non soltanto quelle), così le altrettanto intraducibili inflessioni foniche inserite nel "worksong" rappresentarono, per esecutori e ascoltatori, qualcosa di nuovo e inimitabile e, congiuntamente, un altro dei piloni sui quali, nel tempo, avrebbe avuto saldo appoggio il futuro edificio jazzistico
Si noti che esiste anche uno standard jazz chiamato "Work Song" (canto di lavoro), inciso nel 1960 dal sassofonista Julian Cannonball Adderley, con il titolo "Them Dirty Blues (1960)".

## Canti pastorali e da caccia
Nelle società che non disponevano di metodi meccanici per stabilire l'orario, le canzoni di mobilitazione, che richiamavano determinati membri della comunità a svolgere insieme un determinato compito, erano estremamente importanti. Sia la caccia che il controllo del bestiame erano attività svolte tendenzialmente da piccoli gruppi, spesso da ragazzi o giovani adulti, lontano dal centro urbano e per buona parte della giornata. Questo fu il motivo per cui questi gruppi tendevano a produrre lunghi canti narrativi, spesso cantati individualmente, che potevano trattare dei temi dell'attività pastorale o degli animali, in modo tale da poter passare il tempo senza annoiarsi eccessivamente. Le canzoni da caccia, come quelle degli Mbuti della regione del bacino del Congo, spesso comprendevano fischi e yodel caratteristici, in modo da poter distinguere gli spostamenti degli altri cacciatori da quelli delle prede.

## Canti di lavoro agricoli
La maggior parte dei canti di lavoro agricoli erano a cappella e molto ritmici, in modo da accrescere la produttività e ridurre il senso di noia. I ritmi di questi canti servono per sincronizzare i movimenti di gruppo, per lo stesso motivo per cui in alcune parti dell'Africa si usano le percussioni, coordinando la semina e la zappatura. Le parole in questi canti erano spesso improvvisate e cambiavano di volta in volta. L'improvvisazione permetteva a chi cantava di utilizzare talvolta espressioni sovversive. Gli schiavi cantavano versi improvvisati riguardanti la fuga; ancora i marinai improvvisavano versi sulle dure condizioni di lavoro e sulle angherie del proprio capitano. Molti canti di lavoro servono a creare energia e simpatia tra i lavoratori.

## Canti di lavoro afroamericani
I canti di lavoro afroamericani si sono sviluppati originariamente nell'era della schiavitù, fra il XVII e il XIX secolo. Poiché facevano parte di una cultura quasi prevalentemente orale, non avevano una forma fissa e cominciarono a essere registrati solo al termine dell'era della schiavitù, e cioè dopo il 1865. La prima collezione di canzoni degli schiavi afroamericani fu pubblicata nel 1867 da William Francis Allen, Charles Pickard Ware e Lucy McKim Garrison. Molte di queste trovavano origine nella tradizione musicale africana ed erano probabilmente cantate dagli schiavi per ricordarsi della loro casa; altre invece vennero ideate dagli schiavisti per alzare l'umore e per mantenere un ritmo di lavoro costante. I canti afroamericani sono stati anche visti come un mezzo per sopportare le difficoltà e per esprimere la rabbia e la frustrazione attraverso la creatività o un'occulta opposizione verbale.
Una caratteristica comune dei canti afroamericani è la domanda e risposta, definita "struttura responsoriale", nella quale il leader cantava una strofa, o alcune strofe, e gli altri rispondevano con il ritornello. Questa struttura proveniva dalla tradizione africana, specialmente per quello che riguarda i canti agricoli; essa ha trovato un buon uso negli spiritual che si sono sviluppati nel periodo in cui molti schiavi africani cominciarono a convertirsi al cristianesimo, e da qui nei gospel e nel blues. Sono inoltre da evidenziare i field holler, le urla e i lamenti, che si pensa fossero originariamente utilizzati da individui o gruppi diversi per localizzarsi a vicenda e per i canti narrativi con racconti e motivi popolari, facendo spesso uso di strumenti fatti in casa. Agli inizi della schiavitù africana, le percussioni venivano usate per mantenere il ritmo, ma furono proibite negli anni a venire, nella paura che gli stessi africani avrebbero potuto utilizzare per comunicare nel corso di una ribellione; nonostante ciò, gli africani riuscirono lo stesso a produrre suoni di percussione, utilizzando altri strumenti o il loro stesso corpo. Forse sorprendentemente, ci sono pochissimi esempi di canti associati alla raccolta del cotone.

Esempio di un canto afroamericano e traduzione italiana.
Chorus: Shuck that corn before you eat.
Caller: They will fix it for us rare,

Chorus: Shuck that corn before you eat.
Caller: I know that supper will be big,

Chorus: Shuck that corn before you eat.»
Coro: Sguscia il granturco prima di mangiarlo.
Solista: Ce le faranno cotte al sangue,

Coro: Sguscia il granturco prima di mangiarlo.
Solista: So che questo sarà un gran pasto,

Coro: Sguscia il granturco prima di mangiarlo.»